# TV-året 1952

## Händelser
- 1 augusti – TV-sändningar startar i Dominikanska republiken.
- 6 september – TV-sändningar startar i Kanada.
- 25 oktober – TV-sändningar startar i Polen.

## TV-program
- 14 januari – Det amerikanska tv-programmet The Today Show, som blir världens första TV-morgonprogram i tv, har premiär på tv-kanalen NBC.
- 30 juni – TV-serien The Guiding Light börjar sändas i den amerikanska tv-kanalen CBS, och håller på fram till den 18 september 2009.

## Födda
- 19 mars - Robert Aschberg, svensk journalist, TV-producent och TV-programledare.
- 29 april - David Icke, brittisk fotbollsspelare, reporter, sportkommentator, politiker, författare och konspirationsteoretiker.
- 27 juni - Janne Josefsson, svensk journalist som bland annat medverkat i SVT:s Uppdrag granskning.
- 9 oktober - Sharon Osbourne, amerikansk skådespelare, programledare, sångerska och manager för Ozzy Osbourne.